# Cymothales delicatus
Cymothales delicatus is een insect uit de familie van de mierenleeuwen (Myrmeleontidae), die tot de orde netvleugeligen (Neuroptera) behoort. 
Cymothales delicatus is voor het eerst wetenschappelijk beschreven door Banks in 1911.